# Kỳ giông mù Texas
Kỳ giông mù Texas (Eurycea rathbuni), là một loài kỳ giông trong họ Plethodontidae có nguồn gốc từ San Marcos, Hays County, Texas. Nó có mang ngoài màu đỏ cho phép hấp thụ oxy từ nước. Chiều dài trưởng thành của kỳ nhông là 13 cm (5). Chế độ ăn uống của nó thay đổi theo những gì chảy vào hang của nó, bao gồm cả tôm mù (Palaemonetes antrorum), ốc, và Amphipoda. Lưu trữ ngày 17 tháng 10 năm 2012 tại Wayback Machine.

## Phân bố và môi trường sống
Trưởng thành và ấu trùng thích nghi tốt với cuộc sống trong dòng suối ngầm trong hang động, và nhiều cá thể có thể sinh sống ở hốc sâu mà không thể tiếp cận để bắt. Mẫu vật đã được phát hiện trong vực sâu với nhiện độ tối thiểu và gần như không đổi 21-22 °C. Mẫu vật đầu tiên của loài này được thu thập vào năm 1895 từ một công trường mới ở 58 m dưới mặt nước.